# Instituto Internacional de Pesquisa para a Paz de Estocolmo
Instituto Internacional de Pesquisa para a Paz de Estocolmo (em inglês:  Stockholm International Peace Research Institute - SIPRI) é uma organização que realiza pesquisas científicas em questões sobre conflitos e realiza ajuda de importância para a paz e segurança internacional. Sua sede fica em Estocolmo. Foi fundado em 1966 em comemoração ao 150 anos de paz contínua na Suécia.
O Instituto é financiado principalmente pelo Parlamento da Suécia. o pessoal e o Conselho de Administração são internacionais. O Instituto também possui um Comitê Consultivo como órgão consultivo internacional. O 2017 Global Go To Think Tanks Report da Universidade da Pensilvânia classificou o SIPRI como a vigésima quarta think tank mais influente do mundo.